# 切瓦新堡
切瓦新堡（義大利語：Castelnuovo di Ceva），是意大利库内奥省的一个市镇。总面积6平方公里，人口130人，人口密度21.7人/平方公里（2009年）。ISTAT代码为004054。